# 東陽バス
東陽バス株式会社（とうようバス）は、沖縄県南城市佐敷字新里に本社を置く陸運業者。沖縄バスの完全子会社。
沖縄本島（以下「本島」）で路線バスおよび観光バス事業を営む。琉球バス交通・那覇バス・沖縄バスと並ぶ本島の主要民間乗合バス運行会社4社のうちの1社で、その中で車両数・路線数とももっとも規模が小さい。一方、他社に比べ各系統の運行距離が比較的長いのが特徴である。

## 概要
路線バスについては、主に本島の東南部を中心に運行を行っている。4社共同運行である高速バスを別にすると、エリアは南部の南城市知念志喜屋から中部のうるま市泡瀬営業所までで、浦添市、中頭郡中城村、沖縄市などには単独路線も多い。
2002年9月、那覇地方裁判所に対し民事再生法の適用を申請して事実上倒産した。なお、約1年後の2003年6月には那覇交通が、さらに約2年後の2005年5月には琉球バスがそれぞれ那覇地裁に民事再生法の適用を申請し事実上倒産しており、後者2社は第一交通産業に事業譲渡したうえで同社子会社の那覇バス、琉球バス交通となっている。2003年までに沖縄本島内の路線バスを運行する4社（当時は、当社および琉球バス・那覇交通・沖縄バス）の乗合部門の統合の話が進められたが、残る観光部門への融資金などの問題によりバス会社4社と県との足並み揃わず、最終的に沖縄バスの反対により4社統合は白紙となった。
事業再生を推進するため、2012年に会社分割（承継分割）を実施し、南城市に本社を置く（新）東陽バスが（旧）東陽バスより路線バス事業・観光バス事業を承継した。その後、（旧）東陽バスは2014年11月14日に那覇地裁より破産手続開始の決定を受けた。

## 沿革
- 1951年8月7日 「協同バス」から分離して東陽バス株式会社として路線バス事業を開始。
- 1960年2月ごろ 組合員5人の解雇に対する琉球政府中央労働委員会の裁定（高度の信頼関係の不在を理由に解雇取消しの申立てを却下）に端に発した争議。沖交労が官公労などの支援を受けて中労委命粉砕を目標に2波のストライキを含めて闘った。会社側のロックアウト、組合員と非組合員の激突など事態は悪化し、組合側は法廷闘争へと転換した。巡回裁・上訴裁とも組合側が勝訴したが、暴力団の介入が続き、結局5人とも辞め、組合も解散した。
- 1986年4月1日 与那原テック閉鎖。
- 1988年 与那原テック跡地に東陽ゴルフクラブ開業。
- 1989年
  - 4月1日 消費税導入により運賃改定、1キロ当り24.00円（那覇市内区間150円、那覇市外区間初乗り110円）。同年3月17日に沖縄総合事務局認可。
  - 10月1日 那覇市内区間運賃改定（160円）。
- 1990年4月1日 運賃改定。前年10月1日の那覇市内区間が3月23日に沖縄総合事務局に正式認可。改定幅はなし。
- 1991年4月1日 運賃改定、1キロ当り25.90円（那覇市内区間170円、那覇市外区間初乗り120円）。同年3月19日に沖縄総合事務局認可。
- 1993年11月1日 運賃改定、1キロ当り28.40円（那覇市内区間190円、那覇市外区間初乗り130円）。同年10月21日に沖縄総合事務局認可。
- 1998年6月1日 運賃改定、1キロ当り30.40円（那覇市内区間200円、那覇市外区間初乗り140円）。同年5月21日に沖縄総合事務局認可。
- 2001年
  - 6月1日 138番・向陽高校線廃止。
  - 8月30日 宜野湾駐車場にて警察庁と国土交通省による実証実験事業としてパークアンドバスライドが実施。それに伴い、那覇バスターミナル〜宜野湾駐車場間にてバスの運行を行った。
  - 10月5日 パークアンドバスライド終了に伴い、バス運行を終了。
  - 12月27日 与那原町に保有していた、東陽ゴルフクラブを売却。
- 2002年
  - 1月11日 売却した東陽ゴルフクラブを与那原開発が買取。MTG（マリンタウンゴルフ）として、リニューアルオープン。
  - 1月31日 宮城高架下駐車場（南風原町）にて警察庁と国土交通省による実証実験事業としてパークアンドバスライド2が実施。それに伴い、那覇バスターミナル〜宮城高架下駐車場間にてバスの運行を行った。
  - 3月29日 パークアンドバスライド終了に伴い、バス運行を終了。
  - 4月11日 始発から48時間の全面ストライキを実施。通勤・通学の1万2千人の足に乱れが生じた。
  - 9月20日 那覇地方裁判所に民事再生法の適用を申請。
- 2003年
  - 1月20日 191番・城間（一日橋）線運行開始。
  - 9月30日 60番・城間（大名）線廃止。
  - 11月5日 58番・県総合運動公園線廃止。59番・新垣線経路変更。
  - 12月1日 96番・浦添港川線廃止。
- 2004年
  - 2月2日 60番・泡瀬循環線、96番・沖縄東中学校線運行開始。57番・美東線、92番・東南植物楽園線廃止。
  - 2月27日 内閣府 沖縄総合事務局が渋滞状況を把握することを目的として、県内の一部の路線バスにGPS車載機を搭載しバスの位置情報から旅行速度を割り出す調査（バスプローブカー調査）をする沖縄バスロケーションシステムを試験運用開始。同社の対象路線は30番・泡瀬東線。
  - 9月13日 30番・泡瀬東線経路変更。
- 2005年
  - 3月31日 59番・新垣線廃止。
  - 4月4日 58番・馬天琉大泡瀬線運行開始。
  - 5月16日 30番・泡瀬東線発着地変更。
- 2006年
  - 3月1日 精神障がい者への運賃割引を実施。沖縄総合事務局が同年2月22日に各事業者からの割引制度適用を求める届け出を17日付で受理し、普通旅客運賃と回数旅客運賃が5割引き、定期旅客運賃が3割引きとなる。
  - 4月27日 馬天営業所にてちゅらさんバス（実施系統は91番と191番）の出発式を行う。
  - 12月1日 久手堅連絡所が廃止となり、馬天営業所に統合された。それに伴い37番 (那覇新開線)、38番 (志喜屋線)ダイヤ改正。
- 2007年
  - 2月11日 那覇市国際通りにおいて、毎週日曜日12時-18時までトランジットモールが本格実施され、時間中は国際通りの一般車両の通行が禁止される。その為那覇市内の国際通りを経由するバスは一部路線変更に。また、一部路線に美栄橋経由を新設。
  - 7月1日 30番・泡瀬東線、38番・志喜屋線経路変更。
  - 12月15日 沖縄市で12月15日から2008年2月16日までの期間、コミュニティバスの実験運行が行われる。
- 2008年
  - 3月1日 57番・那覇マリンタウン馬天線、59番・那覇マリンタウン線運行開始。
  - 12月22日 原油高騰などで運賃改定、1キロ当り35.40円（那覇市内区間220円、那覇市外区間初乗り160円）。同年12月9日に沖縄総合事務局認可。
- 2010年3月31日 沖縄バスロケーションシステム試験運用を同日21時をもって終了。
- 2011年8月1日 沖縄県が発行する東日本大震災の被害者証明カード「ニライ・カナイカード」でのバス料金割引サービス開始。
  - ニライ・カナイカードを持っている一般及び学生が対象で定期券及び回数券で2014年4月1日までに販売分で、購入の際はニライ・カナイカードを販売員に提示で、定期券は通常料金の3割引で回数券、通常料金の5割引。乗車し支払いの際は運転手にニライ・カナイカードの提示を行う。但し、現金支払いは適用外。
- 2012年
  - 5月7日 65歳以上で運転免許証を返納した者を対象に路線バスを利用する際に免許証返納後発行される「運転経歴証明書」を運賃支払い時に提示すれば運賃を半額にするサービス開始。4月23日に沖縄県警察と制度の締結。
  - 8月1日 沖縄市山里のさくら文具店に委託して行われていた、定期・回数券販売所「山里販売所」を閉鎖。業務は前日販売分で終了。
  - 8月17日 本社事務所を同年の9月8日に那覇市壺川から南城市佐敷字新里へ移転予定に伴い、壺川の本社事務所での定期・回数券終了。
  - 10月1日 会社分割実施に伴い、本社を南城市佐敷字新里545へ、観光部を豊見城市字与根324-1へそれぞれ移転。
  - 12月19日 沖縄県が主体になり、沖縄本島内4社の路線バスを運行するバス会社も参加し、路線バスの利用増加目標に7つの公約を掲げ、地元の芸人の「ゆうりきや〜[3]」を党首などにあて、わった〜バス党を結党。
- 2013年
  - 4月1日 沖縄本島内の路線バス会社4社の路線バス総合案内サイト（バスなび沖縄）を供用開始。
  - 8月19日 2010年6月から沖縄市内の社会実験で無料循環バスが行われてきたコミュニティバスが2路線になり、中心市街地循環バスが有料化され運行開始。事業主体は沖縄市、運行は東陽バスと琉球バス交通が担当。
  - 12月24日 30番（泡瀬東線）の一部路線変更。
- 2014年
  - 3月31日 96番・沖縄東中学校線廃止。
  - 4月1日 那覇空港リムジンバスから撤退。
  - 9月1日 60番・泡瀬循環線、57番・那覇マリンタウン馬天線、59番・那覇マリンタウン線廃止。37番・那覇新開線に「壺川経由」新設。
  - 12月1日 定期運賃の算出に用いる基本推定乗車回数を42回から60回に引き上げ、定期運賃を約3割値上げ。2004年以降にバス利用促進のために基本推定乗車回数を60回から42回に引き下げていたが、以前の基準に戻した。
- 2015年
  - 4月1日 58番・馬天琉大泡瀬線廃止。
  - 4月27日 OKICAを導入[4]。高速バス用以外の回数券の発売を終了。
  - 12月28日 60番・泡瀬イオンモールライカム線運行開始。
- 2016年4月1日 30番・泡瀬東線の知花経由廃止。
- 2018年12月22日 91番・城間（南風原）線を廃止。
- 2019年10月1日 南城市コミュニティバス「Nバス」開設のため馬天営業所管内の路線を再編、338番・斎場御嶽線を運行開始。
- 2022年11月21日 391番・城間（サンエーパルコシティ）線を新設し[5]、191番・城間（一日橋）線が減便[6]。
- 2023年9月11日 60番・泡瀬イオンモールライカム線を廃止。
- 2024年1月19日 当社の全株式を沖縄バスが取得[7]。

## 路線
系統番号・路線名の後に、担当営業所を記述している。

### 営業中の路線
- 30番・泡瀬東線 - 那覇営業所・泡瀬営業所・馬天営業所
- 31番・泡瀬西線 - 那覇営業所・泡瀬営業所
- 37番・那覇新開線 - 那覇営業所・馬天営業所
- 38番・志喜屋線 - 馬天営業所[注 1]
- 111番・高速バス - 那覇営業所
- 191番・城間（一日橋）線 - 馬天営業所
- 331番・急行（泡瀬）線 - 泡瀬営業所
- 338番・斎場御嶽線 - 馬天営業所[注 1]
- 391番・城間（サンエーパルコシティ）線 - 馬天営業所
- 沖縄市循環バス（沖縄市からの受託運行）[8] - 泡瀬営業所
  - 中部ルート
  - 東部ルート
- 中城村コミュニティバス「護佐丸バス」（中城村からの受託運行）[9] - 馬天営業所
  - 伊集回り線
  - 久場回り線
  - 伊集普天間線
  - 久場琉大線

### 廃止した路線
- 37番・知念線 - 那覇営業所・久手堅連絡所
- 57番・美東線 - 泡瀬営業所
- 57番・那覇マリンタウン馬天線 - 馬天営業所[注 1]
- 58番・中城公園線
- 58番・県総合運動公園線 - 泡瀬営業所
- 58番・馬天琉大泡瀬線 - 馬天営業所・泡瀬営業所
- 59番・新垣線 - 馬天営業所・泡瀬営業所
- 59番・那覇マリンタウン線 - 馬天営業所[注 1]
- 60番・城間（大名）線 - 馬天営業所
- 60番・泡瀬循環線 - 泡瀬営業所
- 60番・泡瀬イオンモールライカム線 - 泡瀬営業所
- 91番・城間（南風原）線 - 馬天営業所
- 92番・東南植物楽園線 - 泡瀬営業所
- 96番・浦添港川線 - 馬天営業所
- 96番・沖縄東中学校線 - 泡瀬営業所
- 110番・深夜バス - 那覇営業所
- 138番・向陽高校線 - 馬天営業所
- 沖縄市中心市街地循環バス（沖縄市からの受託運行） - 泡瀬営業所
  - 実証実験路線
  - コザルート
- パークアンドバスライド：第1弾
- パークアンドバスライド：第2弾
- 那覇空港リムジンバス （沖縄バスとの共同運行） - 那覇営業所
  - 芭蕉号、カトレア号、月桃号、花号、ゆうな号の運行を行っていた。

#### 定期観光路線
かつて定期観光バスを運行していたが、2002年に撤退した。
沖縄本島南部の沖縄戦跡国定公園や玉泉洞などを回るAコース、本島中・北部の国営沖縄記念公園や沖縄市内などを回るBコースがあった。
Aコース（南部戦跡と玉泉洞）
東陽バス本社→海軍壕→ひめゆりの塔→摩文仁丘・平和祈念堂→玉泉洞→那覇ショッピングセンター→東陽バス本社
所要6時間30分。1日2本運行。
Bコース（海洋博記念公園観光）
東陽バス本社→守礼門→万座毛→国営沖縄記念公園→沖縄フルーツランド→東南植物楽園→プラザハウスショッピングセンター→東陽バス本社
所要9時間30分。1日1本運行。国営沖縄記念公園の休園日（木曜日）は、車窓見学または別コースとなっていた。

## バスターミナル・事業拠点
- 那覇バスターミナル・那覇営業所（那覇市泉崎1-20-1）
- 泡瀬営業所（うるま市字前原386-2）
- 馬天営業所（南城市佐敷字津波古2263-1）
- 観光部（豊見城市字与根324-1）
- 整備工場（島尻郡与那原町字与那原3859-1）
- 名護バスターミナル（名護市宮里444）琉球バス交通、沖縄バス、那覇バスと共同使用。111番高速バスの発着・待機のみで、東陽バスの事務所や定期券・回数券販売所などは設置されていない。
- 南城市役所バスターミナル（南城市佐敷字新里1870）沖縄バス、琉球バス交通と共同使用。37番南城市役所発着便の発着・待機のみで、東陽バスの事務所や定期券・回数券販売所などは設置されていない。

### 閉鎖された事業拠点
- 古波蔵本社・観光部（那覇市字古波蔵26）1970年代閉鎖。
- 与那原営業所
  - 初代（島尻郡与那原町字与那原3859-1）
  - 2代目（島尻郡与那原町字板良敷604-605）1980年代閉鎖。
- 久手堅連絡所（南城市知念字久手堅543）2006年12月1日閉鎖。
- 壺川本社・観光部（那覇市壺川2-3-17）2012年9月30日閉鎖。
- 那覇バスターミナル/那覇営業所
  - 2代目（那覇市泉崎1-20-1）琉球バス交通、沖縄バス、那覇バスと共同使用。

## 車両
730で日野が指定されたことから、それ以降も譲受車も含め車種はほぼ日野で占められているが、いすゞ・エルガおよび三菱ふそう・エアロスターが路線バスに、三菱ふそう・エアロエースとヒョンデ・ユニバースが貸切バスに存在する。
一般路線車については前扉のみの仕様（トップドア仕様）が標準であり、以前は譲受車両は後ドア中ドア部分を溶接で埋め、窓を設けてトップドア仕様にし、新たに前方側面に方向幕を増設するという改造が行われていたが、のちに他社同様に扉部分はステップを板などで埋めた上で座席を増設し、扉は閉め切り扱いし、側面方向幕は板にて表示するという方法になっている。2023年現在は中古でもノンステップバスを導入していることから、中扉の機能を残した上で側面行先表示器を装備している中古車が大半である。なお、初期には外装だけではなく、内装も大部分を改装していたが、これも近年は行われていない。
沖縄本島では2004年3月頃に沖縄バスが初めて新車でワンステップバスを導入したが（中古ではその数ヶ月前に導入）、その半年後に東陽バスも譲受車という形ではあるが2台のワンステップバスを導入している。それらの車両は沖縄バスと同様、中ドアの使用を想定していない仕様（中ドアを塞いでいる）となっており、また、他車両の外見上の比較は前ドア付近にある「ワンステップバス」の表示だけである。

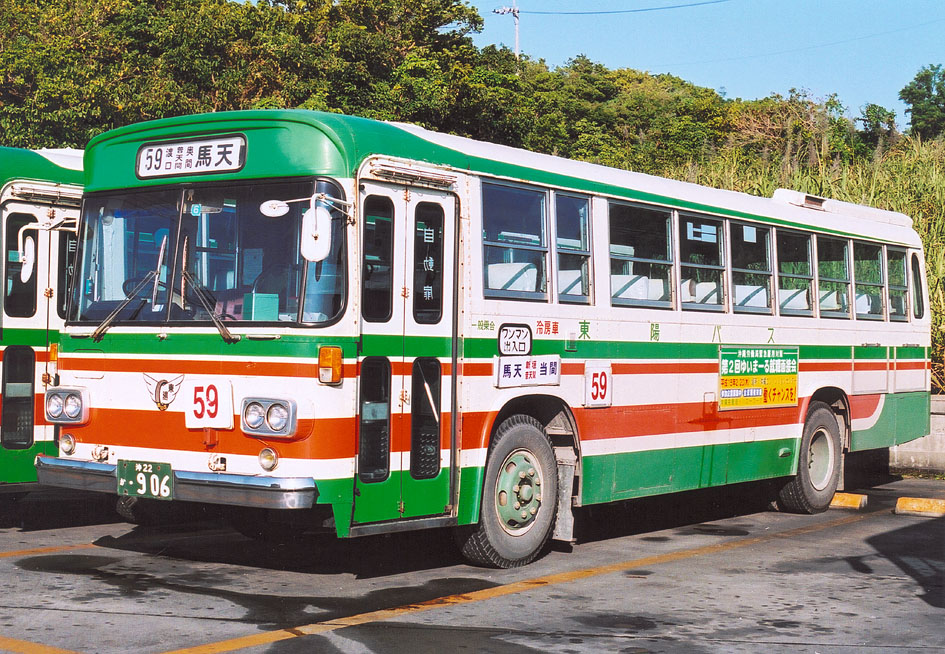
730車 日野RE101 沖22か906（改修前）

また、沖縄本島内の乗合バス会社4社（琉球バス交通、沖縄バス、那覇バス、東陽バス）の中では、最後まで730車（1978年7月30日に沖縄県で行われた交通方式変更の際に導入された車両）が常用車両として残っていた。これは、他社に比べ代替車両の導入が遅れたことが影響している。その後、譲受車両により急激に廃車が進み、2008年6月には1台を残して全車が廃車となった。なお、残った1台（沖22か906:日野RE101）は沖縄バスと同様に動態保存されており、2009年6月に沖縄日野自動車の協力を得てリニューアル補修を受けている。現在は基本的に日祝ダイヤ時の191番の一部便で運行されており、その他に特別運行する場合は東陽バスのWebサイトで運行予定を公開している。
なお、路線バス車両においては1993年以後は新車の導入を行っていなかったが、2017年から2020年にかけて久々に新車を導入していた。

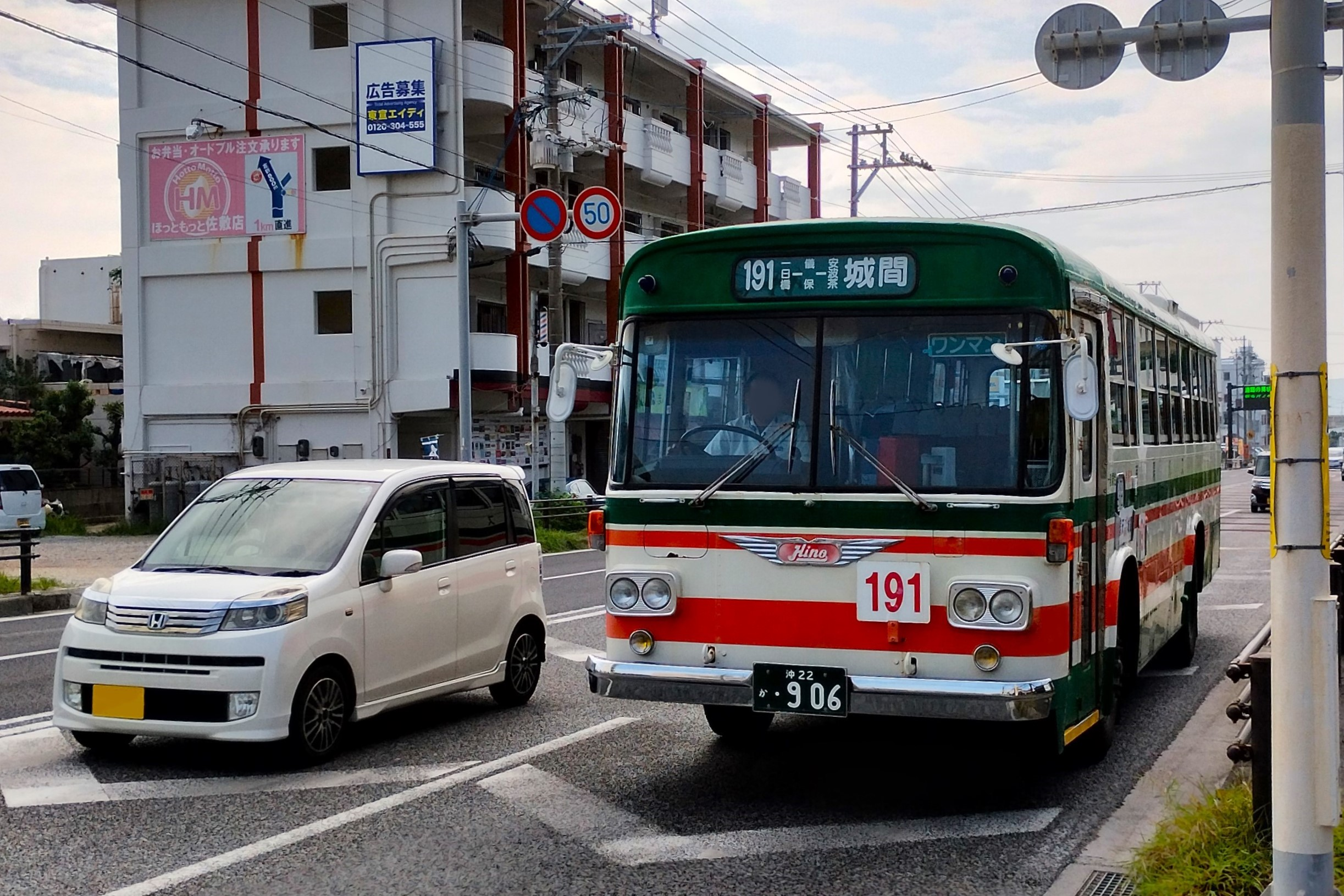
日曜日に191番で運行される沖22か906（2023年）。
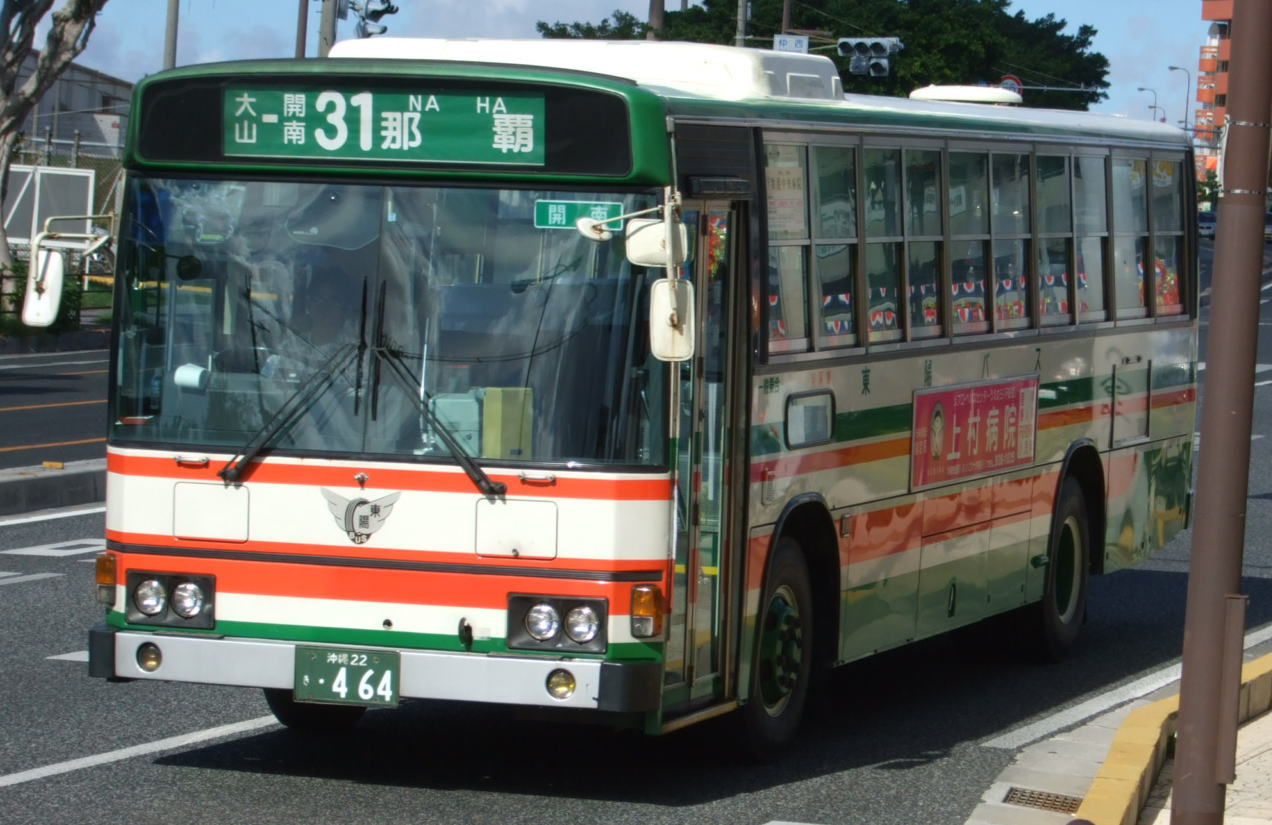
1993年式、自社発注車（2007年）。 この車両と同期導入のグループを最後に、2017年まで路線バスの新車導入は停止した。のちに行先表示器がフルカラーLED化された。
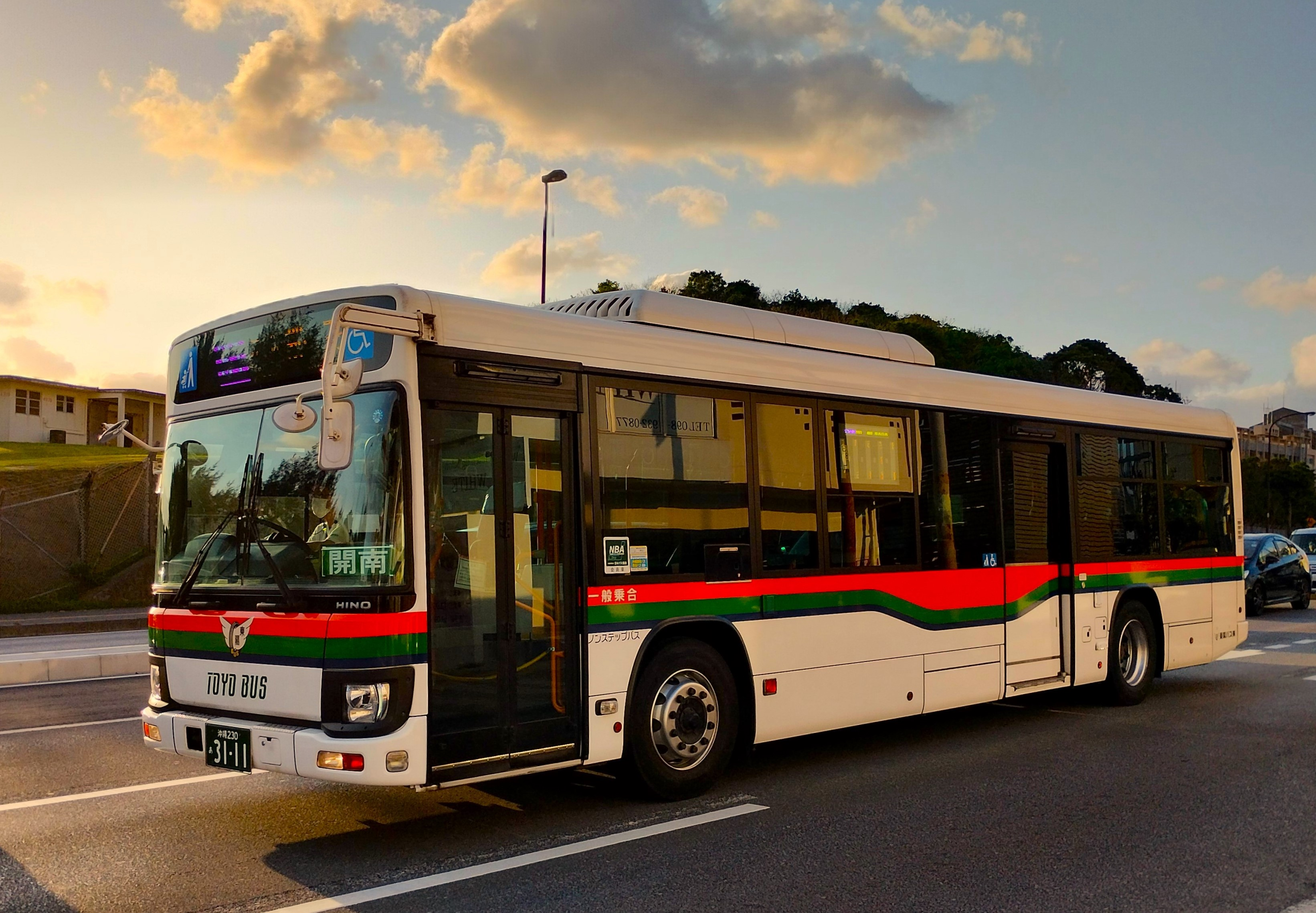
2019年式、自社発注車。東陽バスとしては珍しい長尺車でもある（2023年）。 2015年以降の導入車は、写真の様に中古車を含め塗装が貸切車同様のもの（塗り分けは異なる）となっている。
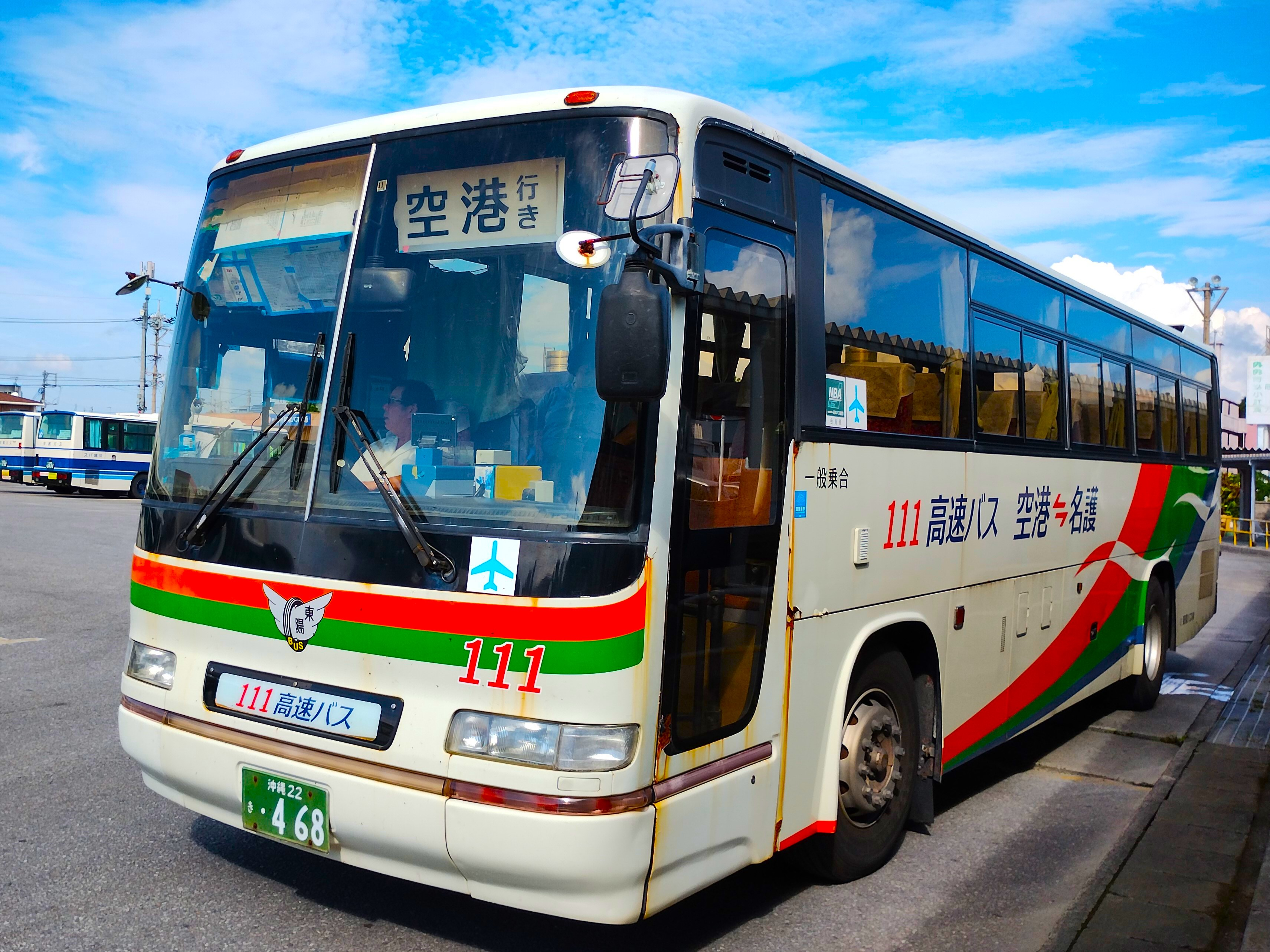
名護バスターミナルを出発する高速バス。 1993年式の元貸切車（2023年）。
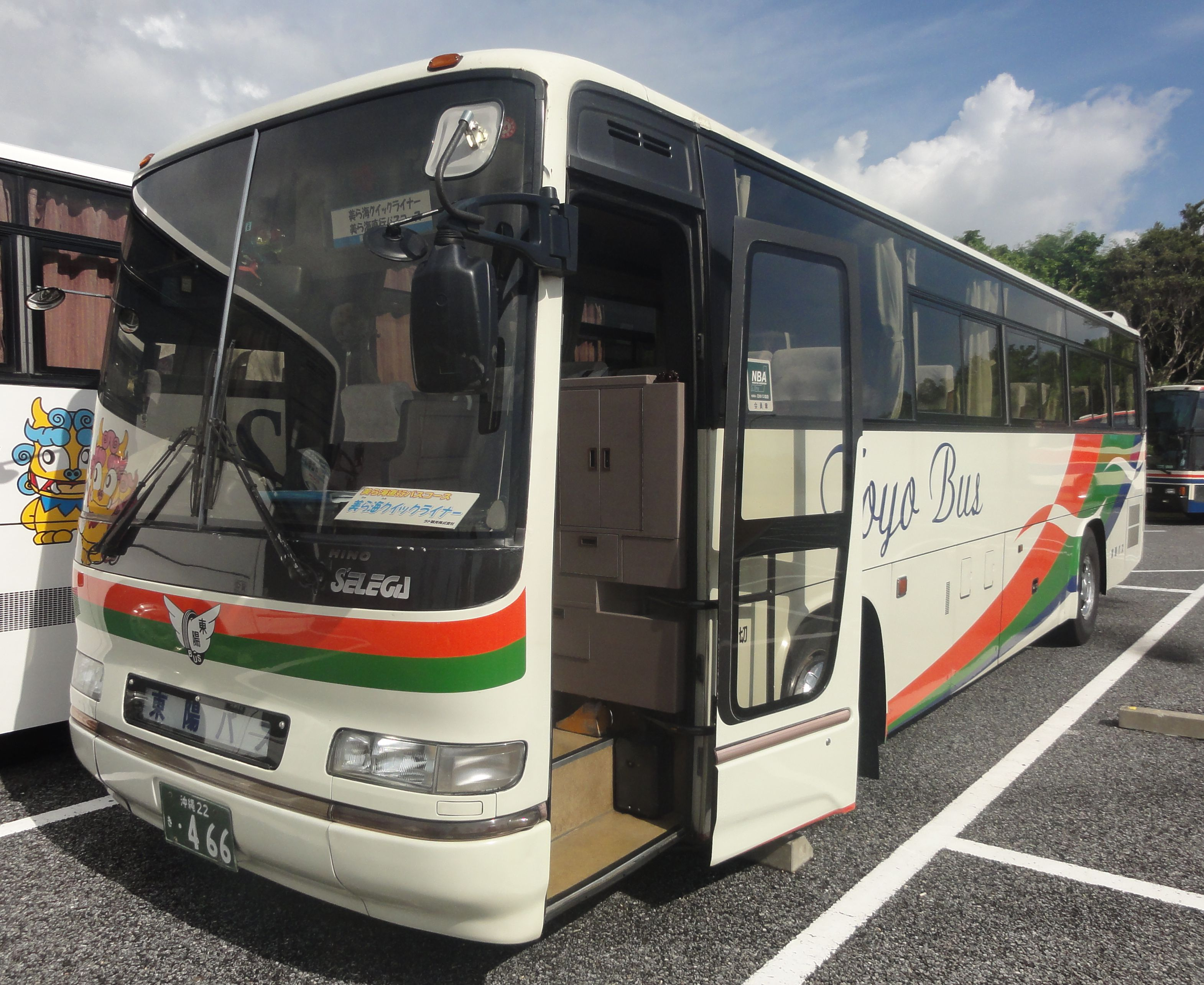
1993年式貸切車

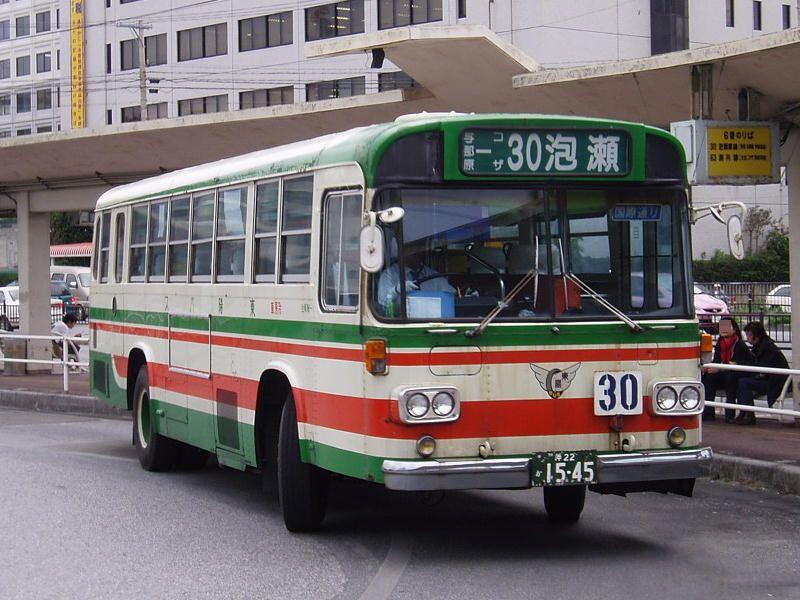
電動大型方向幕に改装された730車（廃車済）。 この様に永らく730車が現役だった（2003年）。
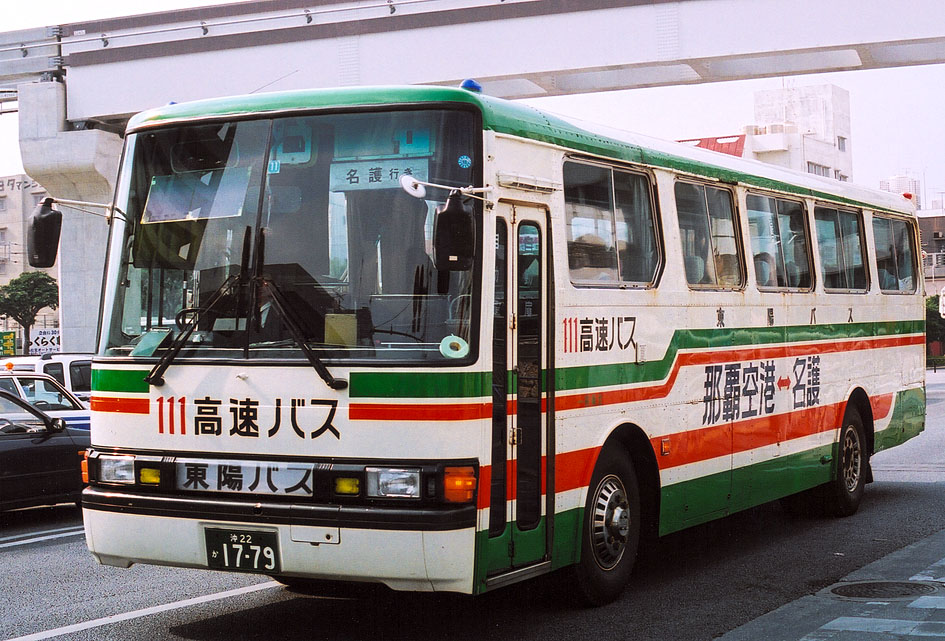
高速バス（廃車済）。 元貸切車でいわゆる「バケルトン」改造車である。
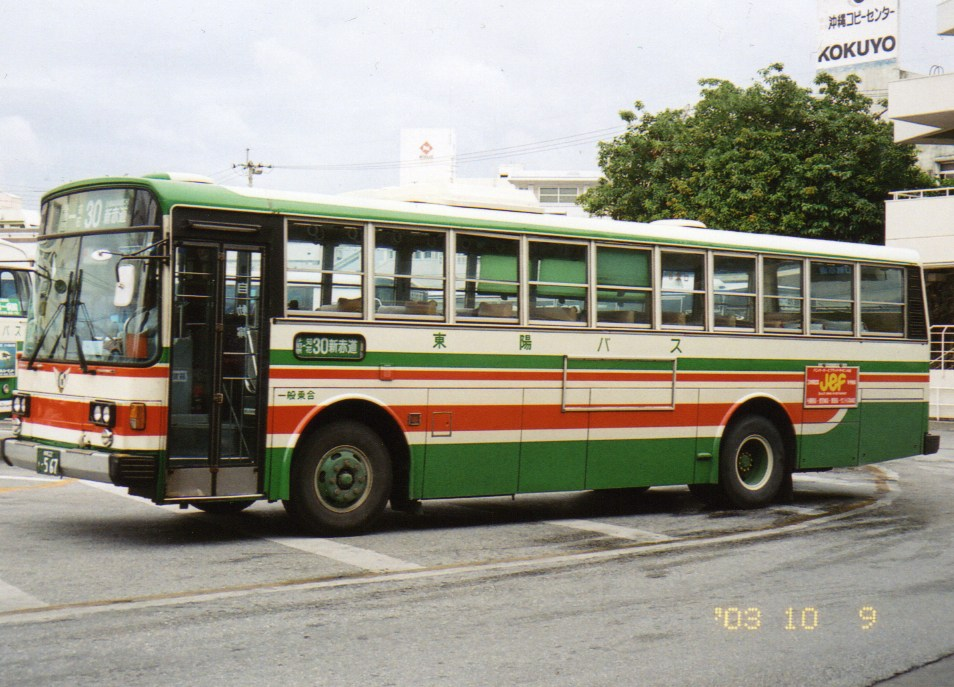
1986年式で西東京バスからの譲受車（廃車済）。
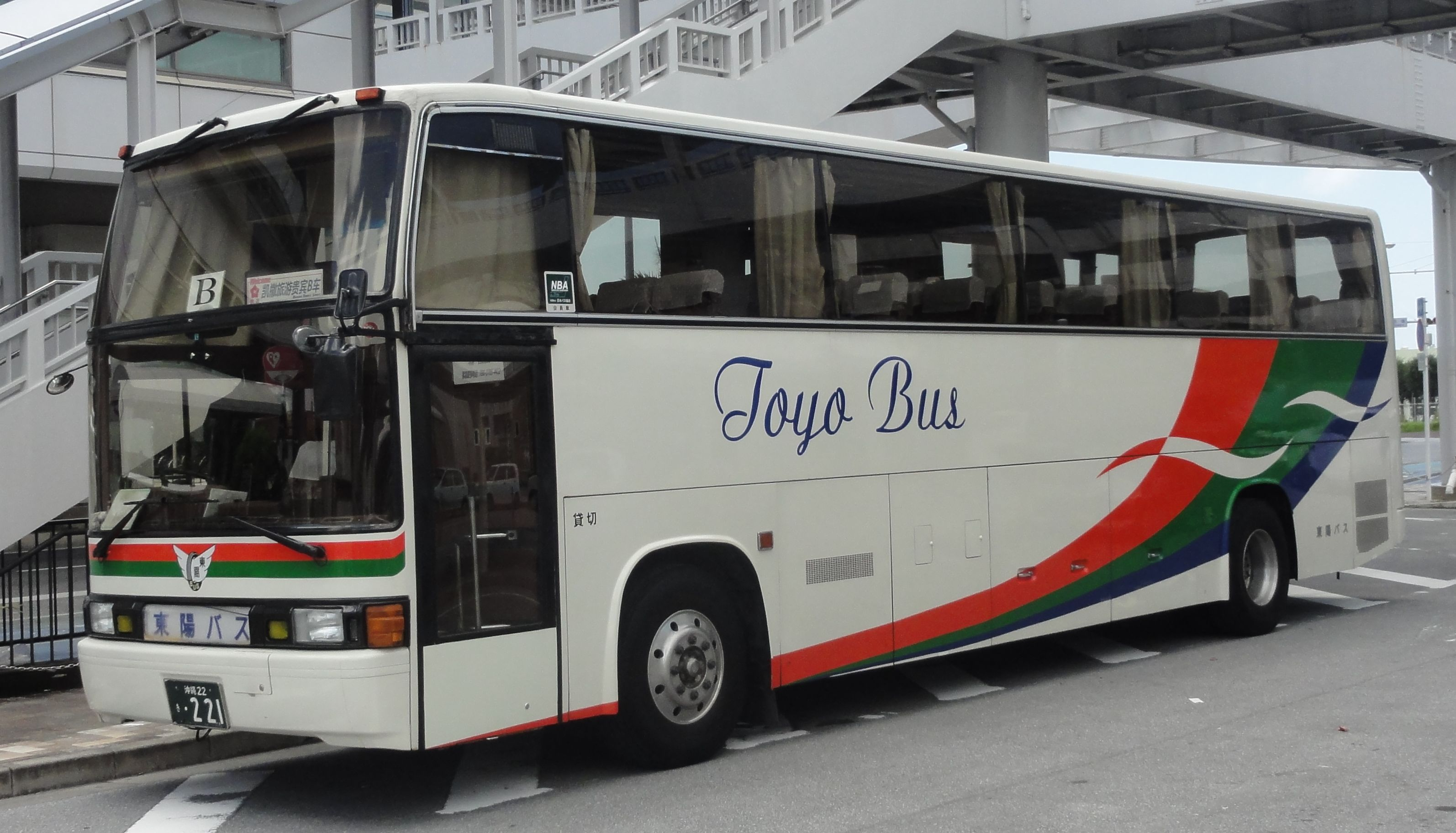
貸切バス（廃車済）

### 車内放送
- 2007年12月より、沖縄市コミュニティバスで音声合成放送が採用されたのを皮切りに、他の一般路線にも音声合成放送装置を設置した車両が出てきた。沖縄バスと同様、新品で導入したレゾナント・システムズ製の機材を使用している。なお、この機材は次停留所案内時のチャイム音はない（すぐ「次は〜」になる）。また、車外放送、「つぎ止まります」、「発車します。」のアナウンスは使用している。
  - 2008年4月25日の以降にもこれまでの8トラテープ案内使用車両が一時期存在していたが、2008年に入ってから放送装置の入れ替えが順次行われ、2011年に全ての車両は音声合成化された。
  - 音声合成装置の設置は、8トラテープの外枠を作り直して、音声合成用のものに置き換えられ、それに音声合成装置を設置している。
  - 車内放送装置起動操作盤（リモコン）も併せて取替えられている。
- 2015年の運賃箱更新に合わせて、全車両の運賃表示器および音声合成装置（リモコンを含む）が指月電機製作所に取り換えられた。なお、系統設定は、小田原機器の運賃箱と連動しており、運賃箱の乗務員用液晶操作パネルにて設定を行う。

### 運賃箱
- 2015年2月頃から同年4月27日運用開始のICカードOKICA導入に向け、運賃箱を更新。東陽バスの採用する運賃箱は小田原機器のRX-NZS型（ICカード対応カスタマイズ）で、県内の路線バス3社とは違う機種を採用した（3社はRX-FTS型を採用）。その理由として、これまで使用してきたRX-NZ型運賃箱に使用している金庫および精算機がそのまま入れ替えの運賃箱でも引き続き使用できることが主な要因である。運賃箱の更新経費は県からの補助金があるが、事業者負担もあることから、負担の少ない当機種を選定した。なお、ICカードリーダーは4社とも共通である。